# Gruby
Gruby – polski czarno-biały serial przygodowy dla młodzieży z 1972 roku, składający się z siedmiu odcinków, osadzony w realiach Ziem Odzyskanych tuż po wygaśnięciu działań wojennych (lato-jesień 1945).

## O serialu
Serial został zrealizowany na podstawie powieści Aleksandra Minkowskiego z 1966 pod tym samym tytułem. Zdjęcia do serialu były kręcone w Mieroszowie. Planem były również korytarze szpitala wybudowanego w stylu neogotyckim w drugiej połowie XIX w. w Mokrzeszowie.
50-lecie serialu zostało uczczone otwarciem w lipcu 2020 Skweru im. „Grubego” i muralu w Mieroszowie – mieście, w którym realizowane były zdjęcia do serialu.

## Fabuła
Dolny Śląsk. Tytułowy Gruby (Maciek Łazanek) wraz z rodzicami i grupką kolegów wracają do normalnego życia po II wojnie światowej w miasteczku, gdzie działają jeszcze szabrownicy i Werwolf. Chłopcy rozpoczynają naukę w siódmej klasie nowo otwartej szkoły. Następuje proces asymilacji osadników.

## Obsada
- Mariusz Kozłowski – „Gruby”, Maciek Łazanek
- Arkadiusz Bielawski – Piotrek Maj
- Marek Dudek – Jacek
- Tadeusz Schmidt – inżynier Łazanek, ojciec Maćka „Grubego”
- Katarzyna Łaniewska – matka „Grubego”
- Stanisław Milski – pan Józef, woźny (głos – Zygmunt Zintel)
- Henryk Hunko – Miecio, konserwator
- Adolf Chronicki – polonista Wąsowicz
- Zdzisław Kuźniar – Szulc, nauczyciel WF
- Halina Dobrucka – nauczycielka-bibliotekarka Maria Jeżewska
- Andrzej Bielski – złodziej
- Ryszard Michalak – złodziej
- Tadeusz Kozłowski – kierownik szkoły
- Danuta Szumowicz – babcia Piotrka
- Paweł Baldy – milicjant
- Andrzej Skupień – milicjant
- Tadeusz Morawski – kapitan milicji
- Tadeusz Skorulski – Czerny, kapitan milicji
- Kazimierz Ostrowicz – Franciszek Kozioł
- Stanisław Kozyrski – oficer
- Jerzy Zygmunt Nowak – handlarz przy karuzeli
- Stefan Kąkol – kolaborant
- Cezary Zieliński – Ząbek
- Małgorzata Durka – Barbara Osiecka
- Bogdan Kowalczyk – Witek Kowal
- Marek Bielski – Grozdowicz
- Michał Osiecki – Anioł
- Ryszard Pietrzak – Wojtek Starkiewicz
- Dorota Skikiewicz – Flukiewicz
- Cezary Marcinkowski
- Aleksander Fogiel – sierżant (głos)

## Spis odcinków
1. Zdrajczyk
2. Szkoła
3. Tajemnica biblioteki
4. Klucz
5. Zasadzka
6. Na tropie
7. W podziemiach klasztoru